# Крыский, Феликс
Феликс Крыський (пол. Feliks Kryski; 1562—1618) — государственный деятель Речи Посполитой. Референдарий великий коронный (1606—1610), подканцлер коронный (1609—1613), канцлер великий коронный (1613—1618), сенатор.

## Биография
Представитель польского шляхетского рода Крысьских герба «Правдзиц».
Маршал сеймов 1603 и 1607 годов. Депутат в Главного трибунала коронного (1592). В 1597—1609 годах был послом на каждом сейме. Выступал сторонником польского короля Сигизмунда III Вазы. Был соратником маршалка великого коронного Сигизмунда Мышковского, противодействовал канцлеру великому коронному Яну Замойскому. На должности подканцлера занимался подготовкой к походу на Московию и принимал в нём участие.
Во время рокоша Николая Зебжидовского Феликс Крыский сохранил верность королевской власти. В 1609 году он получил должность подканцлера коронного.
В 1610 году приветствовал гетмана Станислава Жолкевского по случаю победы над русской армией в битве при Клушине. Был бескомпромиссным сторонником присоединения Русского государства к Речи Посполитой. В 1611 году он организовал торжественный въезд короля Сигизмунда III Вазы в столицу, во время которого перед королём ехали пленный московский царь Василий Иванович Шуйский и его родственники.
Сопровождал польского короля Сигизмунда III Вазы при осаде Москвы (1612). В 1613 году Феликс Крыский получил должность канцлера великого коронного.
Являлся маршалком генерального сеймика Мазовецкого воеводства в 1597 и 1601 годах. Посол от Закрочимской земли на сеймы в 1596, 1598 и 1601 годах, посол от Плоцкого воеводства на сейм в 1593 году.